# Balzabamba marmorata
Genre
Espèce
Balzabamba marmorata, unique représentant du genre Balzabamba, est une espèce d'opilions laniatores de la super-famille des Gonyleptoidea à l'appartenance familiale Cranaidae.

## Distribution
Cette espèce est endémique de la province de Los Ríos en Équateur. Elle se rencontre vers Balzapamba.

## Description
Le mâle holotype mesure 2,5 mm.

## Publication originale
- Mello-Leitão, 1945 : « Considerações sôbre o genero Eusarcus Perty e descrição de quatro novos Laniatores. » Anais da Academia Brasileira de Ciências, vol. 17, no 2, p. 149–162.